# Критика либерализма
Кри́тика либерали́зма — совокупность политических, экономических и философских идей, составляющих оппозицию либеральным идеологиям, организациям и правительствам.
Основные позиции в критике либерализма как идеологии сводятся к следующему: либерализм трактует общество исключительно как сумму индивидуальностей, желания и интересы которых почти не зависят от внешней среды. Из этого проистекает переоценка личной свободы в системе социальных взаимоотношений. На практике большинство людей готовы жертвовать частью личной свободы в обмен на бо́льшую определённость или безопасность. Рациональность поведения человека во всех случаях ставится под сомнение. Экономическая свобода, по мнению критиков, влечет за собой имущественное расслоение и экономические кризисы.
Практическая либеральная политика подвергается критике как справа, так и слева. По мнению критиков, мультикультурализм, толерантность и приоритет прав человека влекут за собой негативные последствия для общества в целом. Глобализм и либеральные экономические реформы критики считают инструментами гегемонии, служащими развитым государствам и транснациональным корпорациям.

## Историческая критика
Традиционно критика либерализма велась со стороны консерватизма, патриотизма и национализма. Велась она и со стороны социализма и коммунизма.
Одним из первых критиков нарождающегося либерализма был Томас Гоббс. Собственно, в дискуссии с Гоббсом оформились идеи одного из теоретиков классического либерализма Джона Локка. Гоббс утверждал, что люди не в состоянии договориться между собой, поскольку не доверяют друг другу, и для того, чтобы предотвратить войну всех против всех, необходим суверен, обладающий абсолютной властью. Недостатком классического либерализма, по мнению левых, была его социально-классовая ограниченность: до начала XX века женщины, неимущие и некоторые другие группы были лишены права голоса.

## Современная критика
Современная критика либерализма включает как критику идей классического либерализма, так и их современного практического воплощения, характеризуемого рядом социологов как «неолиберализм».

### Критика основных теоретических положений
- Индивидуализм. Либерализм трактует общество как «атомизированное» и состоящее из отдельных индивидуумов, чьи интересы и потребности рассматриваются в качестве высшего приоритета. Во главу угла ставится свобода личности. Критики полагают, что либерализм переоценивает роль индивидуальной свободы в системе социальных отношений. По мнению критиков, люди часто склонны стабильность и безопасность своего существования ставить выше индивидуальной свободы, не готовы рисковать и нести ответственность за свой выбор[7]. Они также полагают, что у либерально-демократического общества мораль привязана к ценностям рыночной экономики, в ущерб равенству и свободе[8].

- Рационализм. Критики отмечают, что люди не всегда руководствуются рациональными мотивами, которые приверженцы либерализма считают ключевыми для решения любых проблем. На поведение людей влияют также другие факторы, например, чувства, вера, традиции, предрассудки и т. п.[7]. Майкл Оукшотт критиковал рационализм в политике в ущерб традиционным соглашениям. По его мнению, либерализм, будучи идеологией, чрезмерно упрощает богатый и разнообразный мир политики ради создания своего рода методички для политиков, которым не хватает образования и опыта[9].

- Экономическая свобода. В соответствии с принципами классического либерализма, вмешательство государства в экономику следует минимизировать. Однако критики считают, что это ведёт к имущественному расслоению и регулярным кризисам. По мнению критиков, потребности экономического и социального развития требуют расширения роли государства в жизни общества, позволяя ему регулировать экономические и социальные процессы, укреплять в обществе справедливость и предотвращать конфликты[5]. В частности, экономист Фридрих Лист утверждал, что свободная торговля повышает эффективность глобальной экономики в ущерб интересам отдельных стран[10]. Современные последователи его теории полагают, что национальные интересы могут оправдывать протекционизм и вмешательство государства в экономику[11].

- Плюрализм. Ряд философов постмодернизма утверждают, что либерализм невозможно оправдать привлекательностью неких всеобщих принципов по причине их отсутствия[12]. В частности, они считают бездоказательным тезис, что нейтральность по отношению к различным точкам зрения гарантирует их равенство и отражает общечеловеческие потребности. По мнению постмодернистов, на практике существенную роль играют преобладающая культура и распространённые предрассудки, которые могут заглушать культурные меньшинства и радикально отличные мнения. Одним из следствий дискуссии стали попытки обосновать либерализм необходимостью гармонично разрешать общественные конфликты, вызванные различиями в ценностях и целях[13].

### Критика либеральной политики
- Глобализм. Критика глобализации основана на уникальности каждой страны и невозможности общего подхода ко всем без серьёзных конфликтов. Также критики политики глобализации считают, что глобализация представляет собой угрозу для культуры и религии, наносит ущерб группам коренных народов, в то время как транснациональные корпорации и некоторые наиболее развитые государства извлекают из этого выгоду. Критики считают, что глобализация — инструмент гегемонии[14]. Сторонники зелёной политики полагают, что глобализация нарушает сложившийся экологически устойчивый образ жизни и что для уменьшения экологического ущерба необходимы ограничения на экономическую деятельность[15].
- Мультикультурализм. По мнению правых критиков, мультикультурная политика, в первую очередь призванная интегрировать иммигрантов в принимающих странах, не только не решает, но и усугубляет противоречия между коренным населением и приезжими. Толерантность, терпимость и политкорректность, с точки зрения критиков мультикультурализма, вредны, поскольку разрушают западные демократии[16].
- Экономические реформы. Международные финансовые институты, рекомендующие либеральные экономические реформы, в части Международный валютный фонд используют по сути один подход в отношении разных стран. Во многих случаях использование рецептов либерализации экономики, минимизирующих роль государства в управлении экономикой и социальном обеспечении приводило к катастрофичным последствиям и экономической зависимости от развитых стран[17]. Критики неолиберализма со стороны феминизма обращают внимание на то, что он игнорирует сравнительно высокую занятость женщин в государственном секторе и их неоплачиваемый вклад в домохозяйство. По этой причине неолиберальная политика и реформы могут ухудшить положение женщин[18].
- Тоталитарность. По мнению как новых левых[19], так и ряда правых критиков[20] современный либерализм насаждает свою идеологию в обществе тоталитарными методами. Одновременно с критиками, обвиняющим либеральные правительства в излишней толерантности, теоретики концепции «либерального тоталитаризма» утверждают, что современный либерализм ведёт к реальному уничтожению прав и свобод путём тотального технического контроля человека[21].
- Общество потребления. Герберт Маркузе, один из видных представителей франкфуртской школы, считал, что в либеральных демократиях технологические цели подчинили политические ценности в интересах промышленного развития и массового потребления[8]. По мнению Маркузе, власть народа подменяется манипулированием со стороны элит. Лео Штраус, один из основателей неоконсерватизма, полагал, что либеральная система ценностей подчинена гедонизму, так что абсолютные ценности сведены к инструментам для достижения счастья и материального достатка[8]. В результате современное западное общество охвачено стремлением к удовольствию, нежели к мудрости и добродетели.
- Толерантность. Для либералов характерно отстаивание права других людей на поведение, с которым сами либералы могут быть не согласны[22]. Консерваторы в своей критике либерализма порой игнорируют эту разницу между защитой прав и одобрением соответствующих поступков (утверждая, например, что защитники абортов отдают предпочтение аборту). Отвечая на критику, либералы иногда прибегают к моральному релятивизму, ставя под вопрос, кто определяет нравственные нормы. Уязвимость подобных аргументов состоит в том, что точно так же можно поставить под вопрос ценности самого либерализма[22]. Другие аргументы в защиту либерализма аппелируют к утилитаризму[23] либо к уважению человеческого достоинства и значимости прав человека как системы, позволяющей выбирать собственные ценности и цели[24].
- Права человека. Критики либерализма с точки зрения коммунитаризма ставят под сомнение утверждение, что права и свобода выбора отдельного человека имеют более высокий приоритет, чем общественное благо[25]. Они полагают, личность во многом определяется ролью, которую она играет в сообществе, а значит и целями этого сообщества. Как следствие, сторонники коммунитаризма предпочитают решать вопросы о правах и привилегиях на более низком общественном уровне, чем либералы. Они также озабочены сосредоточением власти у корпораций и государственной бюрократии, и поэтому относятся с недоверием как к рыночной экономике либертарианцев, так и к социальному государству эгалитарных либералов[26].
- Западная цивилизация. Некоторые политики утверждают, что политические и экономические вопросы необходимо решать на основе местных традиций, культуры и религии. С их точки зрения, либерализм неразрывно связан с христианскими и «англо-американскими» ценностями, и поэтому несовместим с другими цивилизациями[27].